# NGC 3068
NGC 3068 je galaksija u zviježđu Lavu.

## Vanjske poveznice
- SEDS: NGC 3068